# Зоряне (селище, Пологівський район)
Зоряне — селище в Україні, у Молочанській міській громаді Пологівського району Запорізької області. Населення становить 167 осіб.

## Географія
Селище Зоряне розташоване за 2,5 км від лівого берега річки Юшанли, на відстані 2 км від села Лагідне.

## Історія
У 1922 році засноване як село Лихе.
У 1967 році перейменоване в селище Ювілейне.
У 2016 році перейменоване в селище Зоряне.
12 червня 2020 року, відповідно до розпорядження Кабінету Міністрів України № 713-р «Про визначення адміністративних центрів та затвердження територій територіальних громад Запорізької області», Лагідненська сільська рада об'єднана з Молочанською міською громадою.
19 липня 2020 року, в результаті адміністративно-територіальної реформи та ліквідації Токмацького району, селище увійшло до складу Пологівського району.